# Divilacan
Divilacan (Bayan ng Divilacan) är en kommun i Filippinerna. Kommunen ligger på ön Luzon, och tillhör provinsen Isabela. Folkmängden uppgår till 3 413 invånare.
Divilacan är indelat i 12 barangayer.